# تامز اسکویینش
تامز اسکویینش (انگلیسی: Toms Skujiņš؛ زادهٔ ۱۵ ژوئن ۱۹۹۱) یک دوچرخه‌سوار اهل لتونی است.
از افتخارات وی میتوان به کسب مدال طلا تور دوچرخه‌سواری آمریکا ۲۰۱۵ اشاره کرد.